# 德赖费尔登
德赖费尔登是德国莱茵兰-普法尔茨州的一个市镇。总面积5.10平方公里，总人口269人，其中男性140人，女性129人（2011年12月31日），人口密度53人/平方公里。